# 帕多瓦車站
帕多瓦车站（義大利語：Stazione di Padova）是義大利威尼托大区帕多瓦的主要火车站，啟用於1842年。每年約有1850萬人次旅客由該站進出，每天約有450列客運列車在車站停靠。